# Okamoto Shinsō
Okamoto Shinsō (japanisch 岡本 神草, geboren 10. November 1894 in Kōbe, Präfektur Hyōgo; gestorben 13. Februar 1933) war ein japanischer Maler der Nihonga-Richtung während der Taishō- und beginnender Shōwa-Zeit.

## Leben und Werk

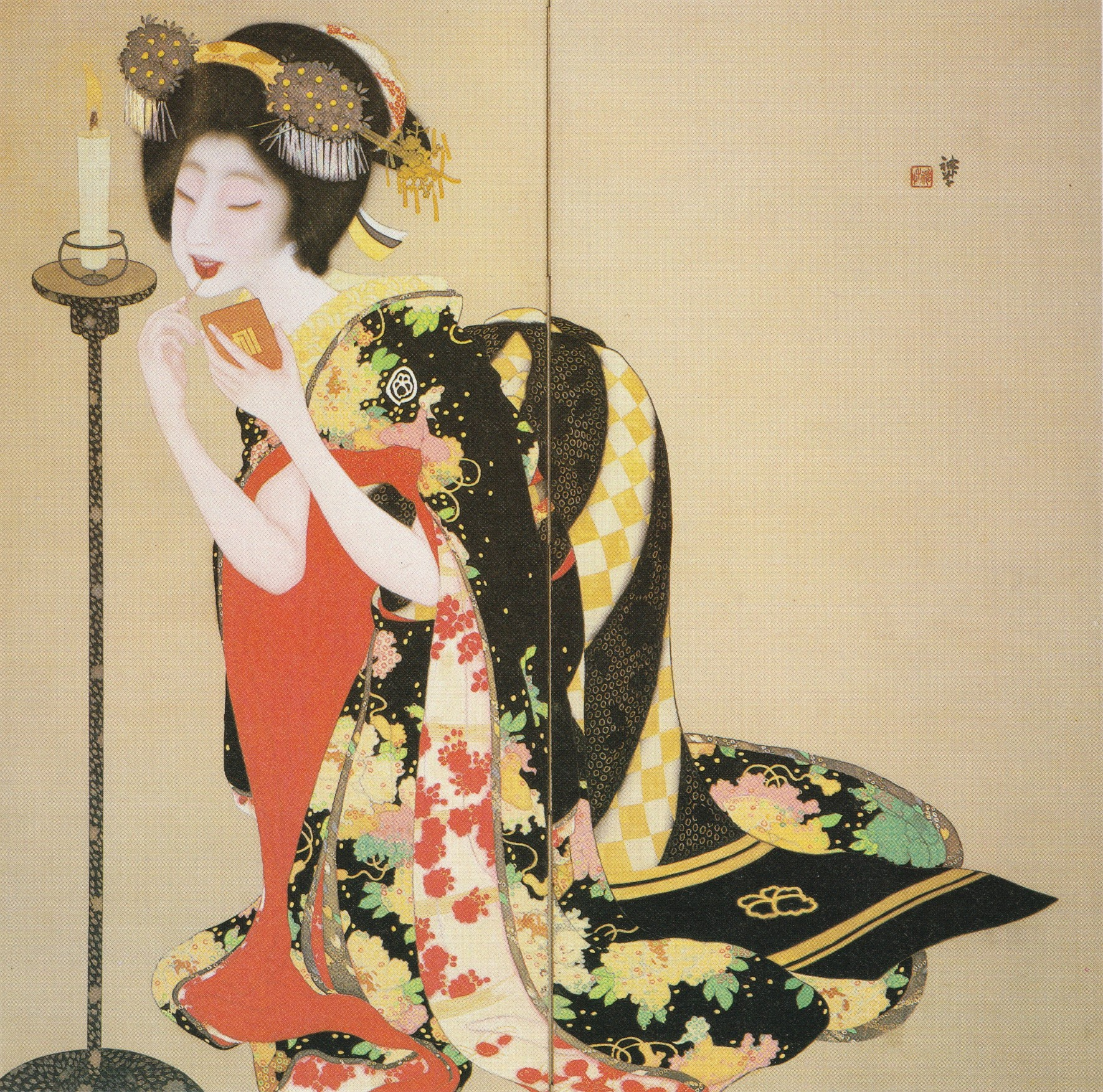
Schminken

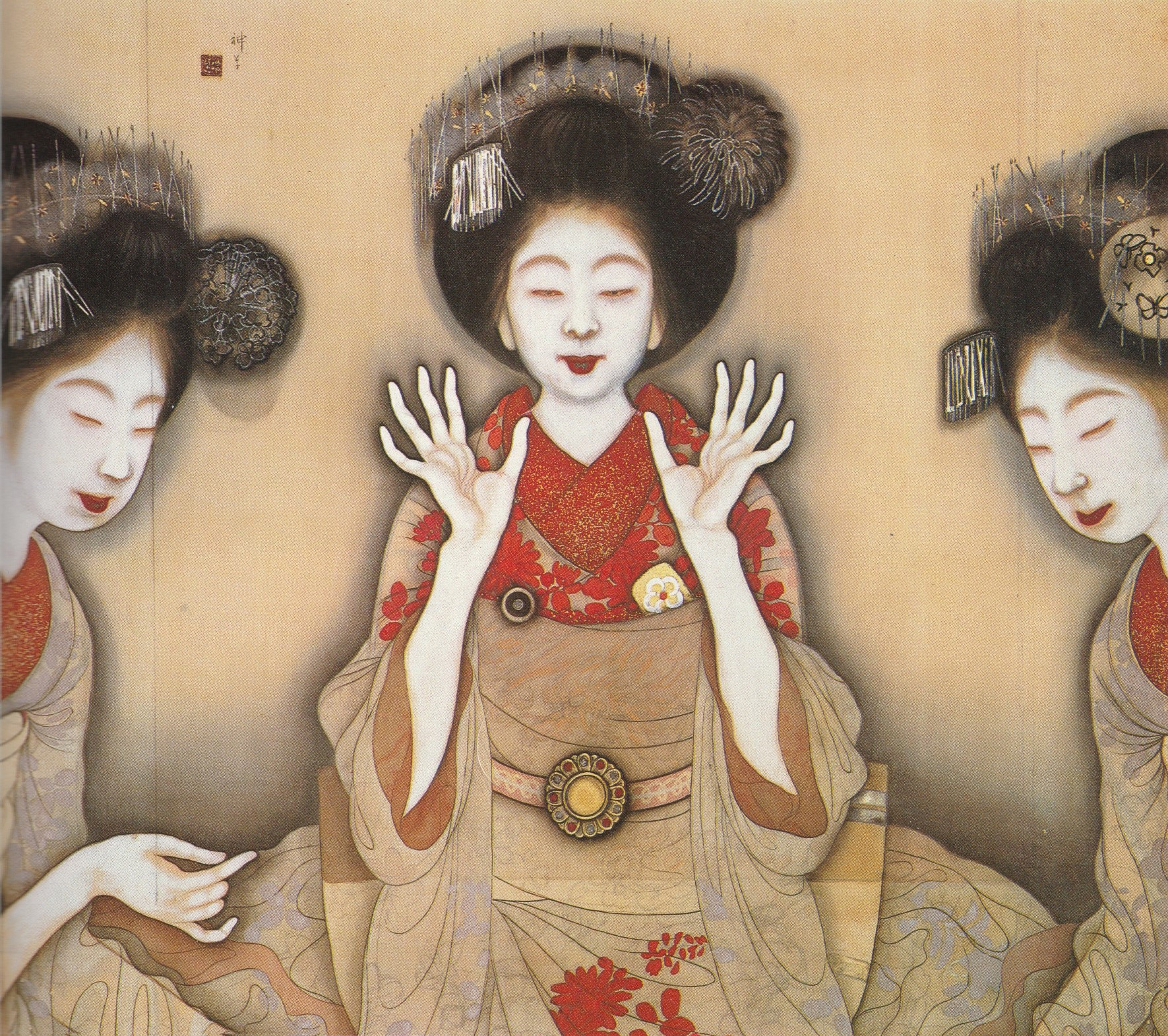
Studie dreier Maiko, die Ken spielen

Okamoto Shinō wurde als Okamoto Toshirō (岡本敏郎) in Kōbe geboren. Zunächst nannte er sich Seison (静村), ab 1918 dann Shinsō. 1915 hatte er seinen Abschluss an der „Schule für Kunst und Kunstgewerbe Kyōto“ (京都市立美術工芸学校, Kyōto shiritsu bijutsu kōgei gakkō) gemacht, studierte dann weiter an der „Fachschule für Malerei Kyōto“ (京都市立絵画専門学校, Kyōto shiritsu kaiga semmon gakkō), die er 1918 abschloss. Auf der 1. Ausstellung der Künstlervereinigung „Kokokuga seisaku kyōkai“ (国画制作協会) im selben Jahr konnte er seine Abschlussarbeit an der Fachschule mit dem Titel „Schminken“ (口紅, Kuchibeni) zeigen. Beachtet wurde die dargestellte Sinnlichkeit des Schminkens. Auf der 3. Kokuga-Ausstellung 1920 wurde sein Bild „Studie dreier Maiko, die Ken spielen“ (挙を打てる三人の舞妓の習作, Ken o uteru sannin no maiko no shūsaku) nicht angenommen, worauf er dort nicht mehr ausstellte. Im folgenden Jahr konnte er das fertige Bild auf der 3. „Teiten“ zeigen.
1922 schloss Okamoto sich der Künstlervereinigung Kyūmei-kai (九名会) des Malers Fukumura Yōundō (福村 祥雲堂) an und entwickelte dabei zunehmend seinen eigenen Stil. So konnte er 1927 auf der 9. Teiten das Bild (美人遊戯, Bjin yūgi) und 1931 auf der 13. das Bild (婦人遊戯, Fujin yūgi) zeigen, was seine Stellung als Maler der Maiko festigte, aber sein früher Tod beendete die weitere Entwicklung.